# Luxemburgo en los Juegos Europeos de Bakú 2015
Luxemburgo participó en los Juegos Europeos de Bakú 2015 con una delegación de 61 deportistas. Responsable del equipo nacional fue el Comité Olímpico y Deportivo Luxemburgués, así como las federaciones deportivas nacionales de cada deporte con participación.
El equipo de Luxemburgo no obtuvo ninguna medalla en estos Juegos.